# دهرول
دهرول (به انگلیسی: Dhrol) یک منطقهٔ مسکونی در هند است که در Dhrol Taluka واقع شده‌است. دهرول ۲۳٬۶۱۸ نفر جمعیت دارد و ۲۶ متر بالاتر از سطح دریا واقع شده‌است.